# Fuorcla Tschüffer
Die Fuorcla Tschüffer ⓘ ist ein Alpenpass im Kanton Graubünden in den schweizerischen Alpen.  Mit einer Scheitelhöhe von 2832 m ü. M. verbindet er die Hochebene S-chüdella im Westen mit der Val Tschüffer im Osten. Der Pass befindet sich zwischen dem Piz Pischa im Norden und dem Piz dal Fain im Süden. Die Passhöhe ist mit ihren Seelein, Schutt- und Firnterrassen sehr reizvoll.

## Lage und Umgebung

Umgebung der Fuorcla Tschüffer auf einem Luftbild vom 1934. Der Lej da Pischa in der Bildmitte über den Felsen, rechts davon die Fuorcla da Tschüffer und wiederum rechts davon der Lej Tschüffer. Hinter dem Pass der Piz Pischa, davor der Piz dal Fain.

Die Fuorcla Tschüffer gehört zur Gruppe des Piz Languard, einer Untergruppe der Livigno-Alpen. Der Pass befindet sich vollständig auf Gemeindegebiet von Pontresina. Die Fuorcla Tschüffer wird im Westen durch die Hochebene S-chüdella mit dem Gebirgssee Lej da Pischa und im Osten durch die Val Tschüffer mit dem Gebirgssee Lej Tschüffer eingefasst. Der Pass verbindet den Piz Pischa (3136 m) im Norden mit dem Piz dal Fain (2907 m) im Süden.
In nächster Nähe liegt die Fuorcla Pischa (2835 m), der Übergang zur Val Languard im Westen, die Fuorcla Prüna (2835 m), der Übergang zur Val Prüna im Nordwesten, sowie die Fuorcla Prünella (2825 m), der Übergang zur Val Prünella im Osten.
Talort und häufiger Ausgangspunkt ist Bernina Suot.

## Routen zum Pass

### Von Bernina Suot
- Ausgangspunkt: Bernina Suot (2045 m)
- Via:

1. Alp Bernina, Val Pischa, Lej da Pischa
2. Alp Bernina, Val Tschüffer, Lej Tschüffer

- Schwierigkeit:

1. BG, als Wanderweg weiss-rot-weiss markiert
2. BG

- Zeitaufwand:

1. 2 ¾ Stunden über Val Pischa
2. 3 ½ Stunden über Val Tschüffer

### Von Pontresina
- Ausgangspunkt: Pontresina (1805 m) oder Alp Languard (2327 m)
- Via: Plaun da l’Esen, Fuorcla Pischa (2835 m), Lej da Pischa (2770 m)
- Schwierigkeit: EB, als Wanderweg weiss-rot-weiss markiert
- Zeitaufwand: 5 Stunden von Pontresina oder 3 ½ Stunden von Alp Languard

### Von Muottas Muragl
- Ausgangspunkt: Muottas Muragl (2454 m)
- Via: Segantinihütte (2732 m), Plaun da l’Esen, Fuorcla Pischa (2847 m), Lej da Pischa (2770 m)
- Schwierigkeit: EB, als Wanderweg weiss-rot-weiss markiert
- Zeitaufwand: 5 Stunden

### Von La Punt Chamues-ch
- Ausgangspunkt: La Punt Chamues-ch (1708 m)
- Via:

1. Val Chamuera, Val Prüna, Fuorcla Prüna (2835 m), Lej da Pischa (2770 m)
2. Val Chamuera, Alp Prünella, Fuorcla Prünella (2825 m), Lej Tschüffer (2751 m)

- Schwierigkeit:

1. EB
2. BG, als Wanderweg weiss-rot-weiss markiert

- Zeitaufwand:

1. 5 ½ Stunden über Fuorcla Prüna
2. 6 Stunden über Fuorcla Prünella